# Parmacella tenerifensis
Parmacella tenerifensis је пуж из реда Stylommatophora и фамилије Parmacellidae.

## Угроженост
Ова врста се сматра угроженом.

## Распрострањење
Шпанија је једино познато природно станиште врсте.

## Станиште
Врста Parmacella tenerifensis има станиште на копну.